# Tyrannochthonius pusillus
Tyrannochthonius pusillus är en spindeldjursart som beskrevs av Beier 1955. Tyrannochthonius pusillus ingår i släktet Tyrannochthonius och familjen käkklokrypare. Inga underarter finns listade i Catalogue of Life.